# فردی رینکون
فردی رینکون (اسپانیایی: Freddy Rincón‎؛ زادهٔ ۱۴ اوت ۱۹۶۶ – ۱۳ آوریل ۲۰۲۲) بازیکن و مربی فوتبال اهل کلمبیا بود.

## باشگاهی
از باشگاه‌هایی که در آن بازی کرده‌است می‌توان به باشگاه فوتبال رئال مادرید، سانتوس، باشگاه فوتبال کورینتیانس، و ناپولی، پالمیراس، باشگاه ورزشی کروزیرو، باشگاه فوتبال سانتا فه اشاره کرد.

## تیم ملی
وی همچنین در تیم ملی فوتبال کلمبیا بازی کرده‌است.